# Animalism
| Оценки критиков | Оценки критиков |
| Источник        | Оценка          |
| --------------- | --------------- |
| AllMusic        | [ 1 ]           |

Animalism — студийный альбом британской рок-группы The Animals, выпущенный в ноябре 1966 года на лейбле MGM Records. Релиз состоялся только в США. Пластинка включает в себя кавер-версии песен Би Би Кинга, Рэя Чарльза и Сэма Кука. Также при записи данного альбома с группой сотрудничал Фрэнк Заппа, который написал для неё песню «All Night Long».
Пластинка смогла достичь 33 места в чарте Billboard Pop Albums. Это был последний альбом оригинального состава The Animals перед его распадом.

## Список композиций

### Сторона 1
1. «All Night Long» (Фрэнк Заппа) — 2:46
2. «Shake[англ.]» (Сэм Кук) — 3:11
3. «The Other Side of This Life» (Фред Нейл[англ.]) — 3:43
4. «Rock Me Baby[англ.]» (Би Би Кинг, Джо Джошуа[англ.]) — 2:02
5. «Lucille» (Альберт Коллинз, Литтл Ричард) — 2:19
6. «Smokestack Lightning» (Хаулин Вулф) — 5:19

### Сторона 2
1. «Hey Gyp[англ.]» (Донован) — 3:46
2. «Hit the Road Jack» (Перси Мэйфилд) — 3:16
3. «Outcast» (Эрни Джонсон, Эдгар Кемпбелл[англ.])  — 2:35
4. «Louisiana Blues» (Маккинли Морганфилд) — 2:37
5. «That’s All I Am to You» (Блэквелл, Скотт) — 2:08
6. «Going Down Slow[англ.]» (Оден) — 6:12

## Участники записи
- Эрик Бёрдон — вокал
- Час Чендлер — бас-гитара
- Дэйв Роуберри[англ.] — клавишные
- Хилтон Валентайн — гитара
- Барри Дженкинс — ударные
- Джон Стил — ударные в треках «Outcast» и «That’s All I Am to You»
- Фрэнк Заппа — аранжировки в треках «Other Side of this Life» и «All Night Long», бас-гитара в треках «Other Side of this Life» и гитара в «All Night Long»[4]
- Уильям Робертс[англ.]— гитара в треке «Other Side of this Life» и губная гармошка в треке «All Night Long»[4]
- Ларри Кнечтел— орга́н в треках «Other Side of this Life» и «All Night Long»[4]
- Дон Рэнди[англ.]- фортепиано в треках «Other Side of this Life» и «All Night Long»[4]
- Кэрол Кей[англ.]— гитара в треках «Other Side of this Life» и бас-гитара в треке «All Night Long»[4]
- Джон Гуерин[англ.]— ударные в треках «Other Side of this Life» и «All Night Long»[4]

## Производственный персонал
- Продюсер: Том Уилсон
- Звукоинженеры: Мак Эмерман, Дэвид Грин, Эми Хадани, Адриан Керидж, Вэл Валентайн
- Аранжировки: Дэйв Роуберри
- Буклет: Час Чандлер

## Позиция в чартах
| Год  | Чарт                 | Позиция |
| ---- | -------------------- | ------- |
| 1967 | Billboard Pop Albums | 33      |